# Heather Small
Heather Small  (London, 1965. január 20. –) angol popénekesnő.

## Kezdetek
A nyugat-londoni Ladbroke Grove-ban nevelkedett. Már gyermekkorában is érdekelte a zene, az éneklés. 1987 januárjában ő és még két ismerőse (Martin Colyer és Mark Pringle) megalapították a Hot House nevű együttest. A megalakulással együtt rögtön piacra is dobták első aszámukat, mely röpke 5 hét alatt a brit toplista 74-ik helyéig tornászta fel magát. 1987 szeptemberében kiadták a második dalukat, mely a 78-ik helyet érte el a brit toplistákon. Az utolsó nagy sikerű számuk 1989 májusában jelent meg és eme két idő között (1987 január és 1989 május) összesen öt kirívóan nagy sikereket elérő dallal rukkoltak elő. A harmadik szám érte el a legmagasabb helyezést a slágerlistákon: a 70-iket. A negyediknek és az ötödiknek már nem sikerült bejutniuk. Csak két albumot adtak ki, s az együttes 1989 májusában felbomlott.

## MPeople
Találkozott egy manchesteri DJ-vel, Mike Pickering-gel, majd megalakították az MPeople nevű együttes; mindez 1990-ben történt. Az együttes azóta is aktív és világszerte tart koncerteket, melyek sikerei még ma is eszméletlen nagyok. 1998-ig évenként vagy még gyakrabban jelentettek meg újabbál-újabb albumokat, de '98 után a legközelebbit már csak 2005-ben dobták ki, amiken új dalok nem igazán hallhatóak, inkább a korábbik remixelt változataival van tarkítva.

### Albumok
| Year | Album                         | Egyesült Királyságbeli album toplisták helyezése | Amerikai Egyesült Államokbeli toplisták helyezése |
| ---- | ----------------------------- | ------------------------------------------------ | ------------------------------------------------- |
| 1992 | Northern Soul                 | 53                                               | -                                                 |
| 1994 | Elegant Slumming              | 2                                                | 12                                                |
| 1995 | Bizarre Fruit                 | 4                                                | 17                                                |
| 1995 | Northern Soul (re-issue)      | 26                                               | -                                                 |
| 1995 | Bizarre Fruit II              | 3                                                | -                                                 |
| 1997 | Fresco                        | 2                                                | -                                                 |
| 1998 | The Best of M People          | 2                                                | -                                                 |
| 1999 | Testify                       | -                                                | -                                                 |
| 2005 | Ultimate Collection (remixes) | 17                                               | -                                                 |

Az együttes az albumain olyan nagy sikerű dalokat szerepeltetett, mint például a Testify, a Search for The Hero, a Moving On és még sokáig lehetne őket sorolni. A dalaik legtöbbje elérte a brit toplisták 10-es helyezéseit és ott egy jó időre helyet vertek maguknak. De a slágerlisták mellett rendszeresen válogatták a dalaikat különböző reklámokhoz is.

## Szólókarrier
1997-ben az MPeople mellett szólókarrierbe is kezdett és azóta töretlen sikereket ért el és ér el, még a mai napig is. Kezdetben még csak a Perfect Day c. dalt énekelgette a nagyközönségnek, ami aztán annyira sikeres lett, hogy versengett A Szállító című film betétdaláért is.
2000-ben aztán kidobta első önálló albumát, mely a Proud névre hallgat. Az album címadódala akkora sikereket ért el, hogy a 2012-es londoni olimpiai játékok idején a brit csapatok úgymond himnusza lesz. Ezen kívül ugyanezt a dalt megtalálhatjuk még a Fiúk a klubból c. nagy sikerű sorozat legelső (101) és legutolsó (513) részében is. Az albumon inkább lassabb, melankólikusabb dalok találhatóak meg, de van rajta egy nagyszerű duett is, melyet Tom Jones-szal énekkel és egészen pörgősre sikeredett. 2005-ben az USA leghíresebb TV-s háziasszonya, Oprah Winfrey is meghívta magához, amely műsor igen magas nézettséget ért el.
Sőt! Sikereit az is mutatja, hogy a 2005 elején Cardiff-ban rendezett cunami segélykoncertre is meghívták, ahol három dalt énekelt el, hatalmas közönség előtt.
2006. július 14-én piacra dobta a második szóló albumát, mely a Close to A Miracle nevet viseli. Alig pár hét alatt a toplisták 54-ik helyéig tornászta fel magát az Egyesült Királyságban. Ezen az albumon a Proud c. albummal ellentétben már kicsit erőteljesebb dalokat énekel, de a számokban ugyanúgy felismerhető Heather gyengédsége, mely a dalokon nagyszerűen átjön.

### Kislemezek
| Év   | Legsikeresebb dal                                      | Egyesült Királyságbeli toplisták helyezése | Album                           |
| ---- | ------------------------------------------------------ | ------------------------------------------ | ------------------------------- |
| 1997 | "Perfect Day"                                          | 1                                          | Children In Need Chairty Single |
| 2000 | "Proud"                                                | 16                                         | Proud                           |
| 2000 | "Holding On"                                           | 58                                         | Proud                           |
| 2000 | "You Need Love Like I Do" (Tom Jones-szal közös duett) | 24                                         | Proud (Re-Release)              |
| 2005 | "Proud" (Re-Release)                                   | 33                                         | Proud                           |
| 2006 | "Radio On"                                             | 107                                        | Close to a Miracle              |
| 2006 | "Close to a Miracle"                                   | 117                                        | Close to a Miracle              |
| 2007 | Luna (Garðar Thór Cortes izlandi tenorral közös duett) | --                                         | Cortes                          |